# SCRAP STORIES (大沢誉志幸のアルバム)
『SCRAP STORIES』（スクラップ・ストーリーズ）は、大沢誉志幸の6作目のスタジオ・アルバム。

## 解説
大半の作詞が銀色夏生で占められるのは、3作目のアルバム『CONFUSION』以来となった。編曲は、前2作続いたHoppy神山に代わり、安部隆雄が担当。バックコーラスには、鈴木雅之、桑野信義、野宮真貴が参加している。
ジャケットと歌詞カードが別々になっているアートワークで、歌詞カードは黄色を基調としている（歌詞カードには曲目は表示されていない）。ジャケットは大沢が逆さ吊りの状態でゴミ箱にゴミと一緒に放り込まれている様子が表紙になっており、ジャケット内部はやや散らかっているワンルームの部屋に大沢がタバコと酒を味わいながら椅子に腰掛けて仮眠している様子が掲載されている。
先行リリースのシングル「ゴーゴーヘブン」は、アニメ『シティーハンター』の後半（第27話から）の主題歌となった。シングルB面の「終りのない傾き」も同アニメの挿入歌として使用された。

## リリース
1987年9月21日にEPIC・ソニーよりLP、カセット、CDでリリース。1993年10月1日にはデジタルリマスター盤で再リリースされた。現行盤は2013年7月17日ソニー・ミュージックダイレクトよりリリースのBlu-spec CD2となっている。

## 収録曲

### LPレコード, CT
| 全編曲: 安部隆雄。 |                            |            |            |       |
| #                  | タイトル                   | 作詞       | 作曲       | 時間  |
| 1.                 | 「Go Go "Trouble" Heaven」 | 銀色夏生   | 大沢誉志幸 | 1:19  |
| 2.                 | 「ゴーゴーヘブン」         | 銀色夏生   | 大沢誉志幸 | 3:58  |
| 3.                 | 「One Night Shuffle」      | 大沢誉志幸 | 大沢誉志幸 | 3:37  |
| 4.                 | 「はちみつHotel通り」      | 銀色夏生   | 大沢誉志幸 | 4:17  |
| 5.                 | 「フランス海岸」           | 銀色夏生   | 大沢誉志幸 | 4:20  |
| 合計時間:          | 合計時間:                  | 合計時間:  | 合計時間:  | 17:31 |

| 全編曲: 安部隆雄。 |                      |            |            |       |
| #                  | タイトル             | 作詞       | 作曲       | 時間  |
| 1.                 | 「馬が行く」         | 銀色夏生   | 大沢誉志幸 | 4:47  |
| 2.                 | 「ダンスをしようぜ」 | 銀色夏生   | 大沢誉志幸 | 3:44  |
| 3.                 | 「スカしたBeatで……」 | 大沢誉志幸 | 大沢誉志幸 | 3:30  |
| 4.                 | 「どこにでもいる奴」 | 銀色夏生   | 大沢誉志幸 | 4:42  |
| 5.                 | 「終りのない傾き」   | 銀色夏生   | 大沢誉志幸 | 3:58  |
| 合計時間:          | 合計時間:            | 合計時間:  | 合計時間:  | 20:41 |

#### CD
| 全編曲: 安部隆雄。 |                            |            |            |       |
| #                  | タイトル                   | 作詞       | 作曲       | 時間  |
| 1.                 | 「Go Go "Trouble" Heaven」 | 銀色夏生   | 大沢誉志幸 | 1:19  |
| 2.                 | 「ゴーゴーヘブン」         | 銀色夏生   | 大沢誉志幸 | 3:58  |
| 3.                 | 「One Night Shuffle」      | 大沢誉志幸 | 大沢誉志幸 | 3:37  |
| 4.                 | 「はちみつHotel通り」      | 銀色夏生   | 大沢誉志幸 | 4:17  |
| 5.                 | 「フランス海岸」           | 銀色夏生   | 大沢誉志幸 | 4:20  |
| 6.                 | 「馬が行く」               | 銀色夏生   | 大沢誉志幸 | 4:47  |
| 7.                 | 「ダンスをしようぜ」       | 銀色夏生   | 大沢誉志幸 | 3:44  |
| 8.                 | 「スカしたBeatで……」       | 大沢誉志幸 | 大沢誉志幸 | 3:30  |
| 9.                 | 「どこにでもいる奴」       | 銀色夏生   | 大沢誉志幸 | 4:42  |
| 10.                | 「終りのない傾き」         | 銀色夏生   | 大沢誉志幸 | 3:58  |
| 合計時間:          | 合計時間:                  | 合計時間:  | 合計時間:  | 38:12 |

### 楽曲解説
1. Go Go "Trouble" Heaven
同じメロディーやフレーズが3フレーズ繰り返されている。メロディーが次の曲と連結しており、この曲の最後は群衆の騒ぎ声で締め括る。また、この曲の最後の部分の騒ぎ声は次の曲の冒頭部分に割り込まれている。なお、歌詞は空欄となっている。
2. ゴーゴーヘブン
特に表記はされていないが、メロディーが前曲から繋がっていて前曲の最後の部分の群衆の声が割り込まれている為、シングル盤とは大幅に異なっている。
3. One Night Shuffle
4. はちみつHotel通り
5. フランス海岸
6. 馬が行く
関西テレビの『ふるさとZIP探偵団』のオープニングテーマ曲となった。
アウトロはヘヴィメタルのサウンドとパチンコの台に似たメロディーがサンプリングされている。
7. ダンスをしようぜ
バックコーラスに鈴木雅之が参加している。
8. スカしたBeatで……
9. どこにでもいる奴
歌詞カードには、「―Johnson―」という副題がついている。
10. 終りのない傾き
シングル「ゴーゴーヘブン」のB面曲。

## 参考資料
- アルバム『SCRAP STORIES』（EPICソニー、1987年）
- アルバム『TraXX －Yoshiyuki Ohsawa Single Collection』（ソニー・ミュージックダイレクト、2010年）